# Stane Pleško
Stane Pleško, slovenski pisatelj in publicist, * 30. april 1923, Kozarje, Ljubljana, † 26. december 1995, Toronto, Kanada.

## Življenjepis
Pleško je leta 1938 v Ljubljani končal meščansko šolo. Na Dobrovi je vstopil v vaško stražo in se septembra 1943 pridružil domobrancem. Po koncu vojne se je umaknil na Koroško, od koder je bil iz taborišča v Vetrinju (Viktring) 28. maja 1945 vrnjen v Jugoslavijo. Iz t. i. Škofovih zavodov v Šentvidu pri Ljubljani je pobegnil in se nato tri leta skrival v okolici Ljubljane, nato prebegnil v Avstrijo in 1950 emigriral v Toronto.

## Literarno delo
Pleško je v emigraciji sodeloval v zdomskih listih: Slovenska država (izhajal v Kanadi) ter Vestnik in Tabor (Argentina). Pri Mohorjevi družbi v Celovcu je izšla njegova knjiga Umita kri. Skupaj s F. Grumom sta 1960 v Clevelandu izdala Vetrinjsko tragedijo in Svoboda v razvalinah (Cleveland, 1961, ponatis 1991 v Ljubljani). V samozaložbi je Pleško izdal še dve knjigi: Mimo smrti v svobodo (Toronto, 1951) in Domačija v viharju (Chicago, 1990).